# Wylie Ridge
Wylie Ridge (in lingua inglese: Dorsale Wylie) è una dorsale antartica che si estende in direzione ovest a partire dal Meier Peak, nei Monti dell'Ammiragliato, in Antartide. Si estende per 11 km in senso parallelo al fianco settentrionale del Ghiacciaio Massey e va a terminare nel Ghiacciaio Man-o-War. 
La dorsale è stata mappata dall' United States Geological Survey (USGS) sulla base di rilevazioni e foto aeree scattate dalla U.S. Navy nel periodo 1960-63.
La denominazione è stata assegnata dall' Advisory Committee on Antarctic Names (US-ACAN) in onore del capitano di corvetta  Ronald P. Wylie, della U.S. Navy, pilota di elicotteri dello Squadron VX-6 durante l'Operazione Deep Freeze del 1967 e 1968.